# Mohammed Khalvan
Mohammed Khalfan Ali Mesmari, noto semplicemente come Mohammed Khalfan (in arabo محمد خلفان‎?; 29 dicembre 1992), è un calciatore emiratino, centrocampista dell'Al-Uruba.

## Caratteristiche tecniche
È un mediano.

## Carriera

### Nazionale
Con la Nazionale emiratina ha preso parte alla Coppa d'Asia 2019, sostituendo l'infortunato Rayan Yaslam.